# Українці в Ростовській області
Українці в Ростовській області ((рос.)Украинцы в Ростовской области) — одна з найбільших національних громад, яка сформувалася історично та внесла значний внесок у розвиток регіону.
Історично почали розселятися на території Області Війська Донського (сучасної Ростовської області), з XVIII століття в процесі колонізації та освоєння нижнього та середнього Дону.

Область Війська Донського

## Історія
Територія Північного Кавказу та Нижнього Подоння (Область війська Донського) стала заселятися українським населенням у міру пересування кордонів держави з кінця XVIII століття. Ці національні контингенти забезпечували освоєння регіону, поширення тут осілої землеробської культури, формували весь спектр економіки та культури.
Основною колонізаційною силою виступало козацтво — донське, чорноморське (запорожці), катеринославське, терське, а також численне селянство, яке за розпорядженнями уряду, що розміщувалося на прикордонних територіях. Одночасно здійснювалася «вільна» колонізація, починаючи з останньої чверті XVIII ст., сюди спрямувалися потужні міграційні потоки вихідців з українських територій: Київщини, Переяславщини, Чернігівщини, Середнього Подніпров'я, а пізніше Слобідсько-Української губернії.
Перші статистичні дані про появу в Донському регіоні українського населення містяться у матеріалах V Всеросійської ревізії 1795 року. На території Області війська Донського на той час сформувався значний контингент українського сільського населення — 112,7 тис. осіб, що становило 31,3 % всього населення області.
Х Всеросійська ревізія, що проводилася перед скасуванням кріпосного права, у 1858 році, виявила численні контингенти українського населення в Донській та Кубанській областях і значно менше українців розселилося на Ставропілля — 110,6 тис. осіб. Відповідно до даних першого Всеросійського перепису населення 1897 року на території Донської області проживало 719,7 тис. українців, що становило 28,1 % всього населення області.
Українці розселилися по всій території Північного Кавказу, їхня присутність відзначена у всіх округах Області війська Донського. За чисельністю сільського населення український контингент посідав перше місце серед національностей у Таганрозькому та Донецькому округах. У сільській місцевості Донського округу український контингент був найчисельнішим.

## Українізація регіону
За першим Всесоюзним переписом 1926 року на Північному Кавказі та в Донській області українців проживало більше ніж мешканців інших національностей у 30 з лишком районах, у яких за національною політикою було вирішено проводити українізацію.

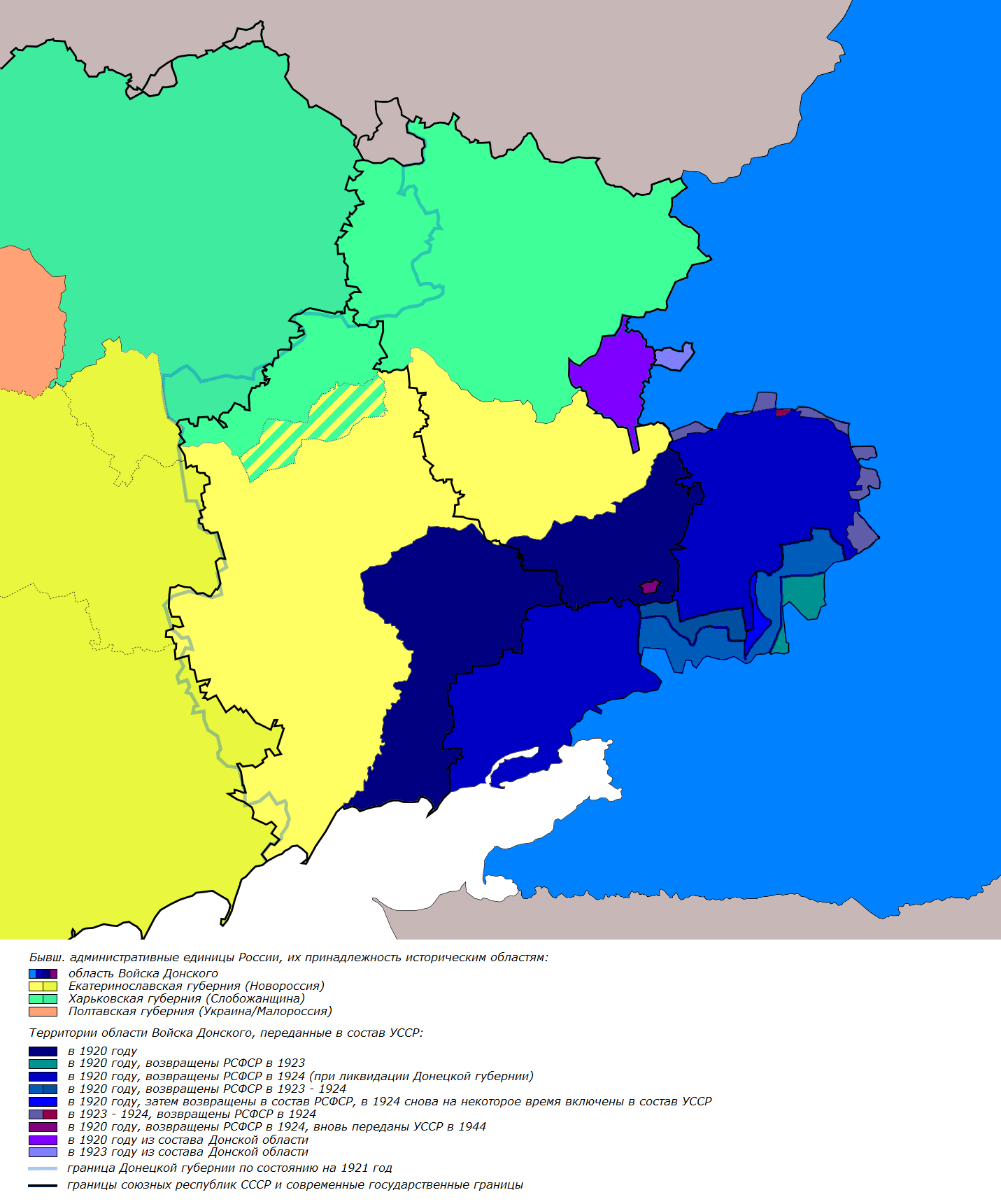
Території Області Війська Донського, які у 1920-х роках за національно-територіальним розмежуванням передано до РРФСР та УРСР. Таганрозький округ залишився у складі РРФСР, незважаючи на абсолютну перевагу українців (71,4 %) за переписом 1926 року, як і деякі інші округи

Одним із основних, базисних індикаторів національної власності є рідна мова. Збереження рідної мови є найважливішим показником національно-культурної цілісності, показником можливості її подальшого розвитку. Відхід від своєї національної культури проявляється у втраті грамотності при використанні рідної мови, використанні численних запозичень з інших мов, потім йде втрата рідної мови, що створює умови розмиття національної самоідентифікації. Процес відходу від власної національності протікає тим швидше, чим інтенсивніше діють ассиміляційні фактори. У першій половині 1920-х років на українське населення Північно-Кавказького краю впливали загальні мовні умови панування російської мови, наголошено на масовому вживанні українцями російської мови. За переписом 1926 56,8 % українського населення вказала своєю рідною мовою українську мову.
Початок українізації на Північному Кавказі і в Донських округах поклали крайові збори секретарів українських секцій при партійних комітетах, які відбулися в Краснодарі в травні 1925 року. На розвиток рішень цих зборів і за рішеннями Північно-Кавказького крайового комітету ВКП (б) з 1926 року розпочалася широкомасштабна робота з українізації, насамперед, у 35 районах краю, в яких більшість населення було українського походження. Якщо до 1925 року в деяких районах під українізацією розуміли тільки введення української мови в початкових школах, то в другій половині 1920-х років у краї було проведено кілька великих заходів практичного характеру.
Визначено низку практичних умов, які мали забезпечити успішне проведення українізації в краї. До таких було віднесено: негайну підготовку кваліфікованих кадрів, які володіють українською мовою, відкриття в краї кількох технікумів з підготовки викладачів української мови для початкових шкіл, випуск крайової та районних газет українською мовою, оволодіння українською мовою працівниками низових партійних, радянських, господарських органів і переведення районного діловодства на українську мову. У резолюції конференції рекомендувалося активно включати до репертуару культурно-освітніх закладів заходи українською мовою, випускати словники та довідники, підтримувати літературні та мовні гуртки, фольклорні колективи. Промовці наголошували на важливості збереження зв'язків з Україною, на необхідності організації в краї серйозної наукової роботи в галузі мовознавства, випуску літературного і суспільно-політичного журналу.
Проведення українізації у Північно-Кавказькому краї було розраховане на три роки. На виконання цього плану Північно-Кавказький крайком ВКП(б), Крайвиконком, Крайсовпроф ухвалювали відповідні рішення. Була організована при Крайвиконкомі постійна комісія для керівництва усією роботою з українізації в Північно-Кавказькому краї.

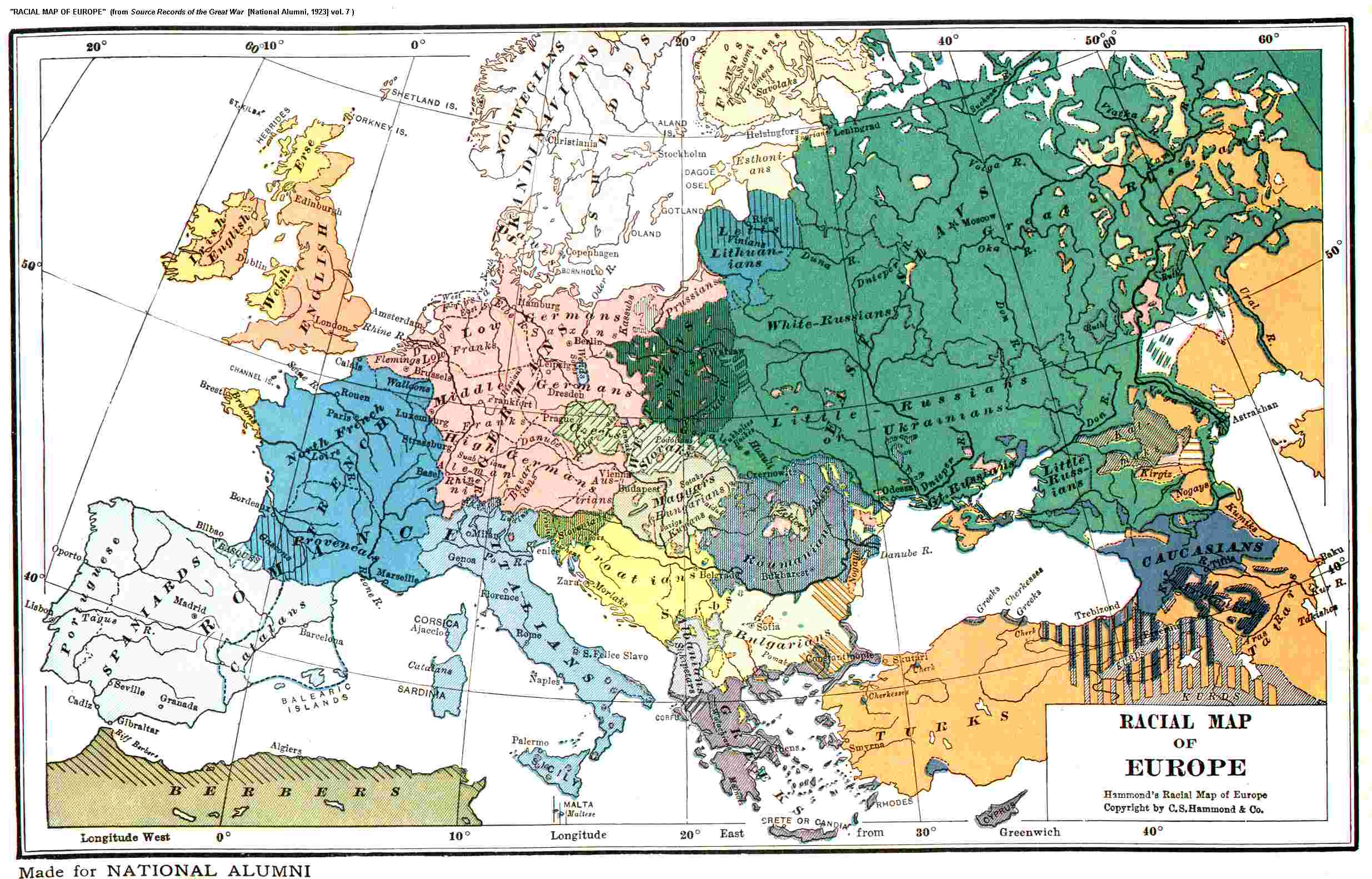
Українці (малороси, англ. «Little Russians») на території колишньої Області Війська Донського, що стало підставою для українізації. Британська етнічна мапа Європи

У квітні 1926 року почала виходити крайова українська газета «Червона газета», у грудні 1930 року її тираж становив 38 000 примірників. У Ростові видавався громадсько-політичний, педагогічний і літературно-художній журнал-місячник «Новим шляхом». На території краю видавалося на початку українізації 9 районних газет, які друкували фактично всі матеріали українською мовою. На Дону такі газети виходили в Кашарському та Азовському районах. Їх розповсюджували і в сусідніх районах, де проводилася українізація. Такі газети виходили в Єйському та Кущівському районах, значна частина території яких перебувала в адміністративних межах Ростовського округу.
Шкільне навчання в 35 районах Північно-Кавказького краю було переведено на українську мову. На 1930—1931 навчальний рік таких шкіл налічувалося 1200. Приблизно у 80 школах також було запроваджено викладання українською мовою. Проблему нестачі вчительських кадрів для українських шкіл здебільшого вирішували навчальні заклади Кубані. У станиці Полтавській було відкрито Український педагогічний технікум, у якому навчалося 900 учнів. Українські відділення були відкриті при Краснодарському педтехнікумі та Кубанському робітфаку. Українознавство викладали в Таганрозькому педтехнікумі. Тільки 1931 року це видавництво випустило для українських шкіл Північного Кавказу понад 10 різноманітних довідників і підручників, 149 українських книжок загальним накладом близько 1 мільйона примірників призначалося для україномовних читачів. У Ростові було відкрито і Північно-Кавказьке відділення Державного видавництва України, яке «також випускало україномовну літературу».
Секретаріат Північно-Кавказького крайкому партії ухвалював різноманітні рішення, що сприяли проведенню українізації на території Північного Кавказу та в Донських округах. Однією з важливих сфер державної підтримки українізації був культурний сектор із клубами, бібліотеками, хатами-читальнями, кіно, радіо, стінними газетами. У районах українізації проводилася масштабна робота з організації мережі гуртків і курсів вивчення української мови. Окружні комітети ухвалювали рішення про обов'язкове вивчення української мови працівниками окружних, районних і сільських установ та введення в діловодство української мови. Чиновники апарату, які ухилялися від вивчення української мови, притягалися до відповідальності за партійною або адміністративною частиною.

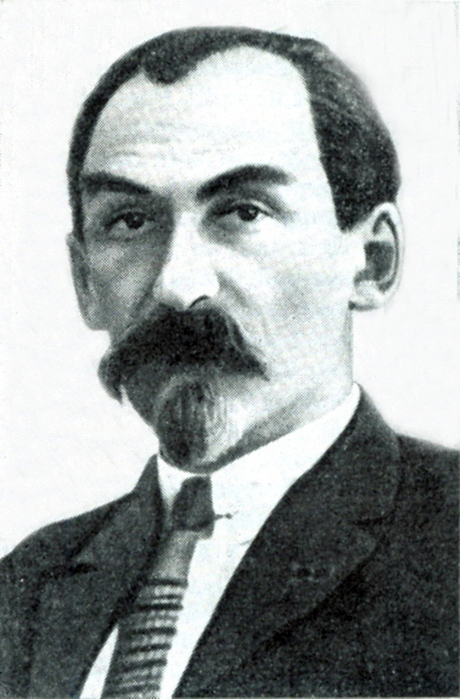
Один із основних авторів-упорядників програм українізації регіону МиколаСкрипник

Успіхи українізації на території власне України та в регіонах Російської Федерації (Північний Кавказ, Донські округи, Центрально-Чорноземна область та ін.) зрештою були негативно оцінені вищим партійним керівництвом у Москві. Було різко змінено курс щодо національних меншин. У грудні 1932 року на адресу ЦК КП (б) України і в регіональні партійні комітети, де відбувалася українізація, було надіслано телеграму за підписами Сталіна і Молотова, в якій українізацію оголошували непродуманою і шкідливою кампанією. Місцевій владі наказували «негайно припинити українізацію в районах, перевести всі українізовані газети, підручники і книги, видання російською мовою і до осені 1933 року підготувати перехід шкіл та викладання на російську мову».
Невдовзі почалися звинувачення у націоналістському ухилі людей, які очолювали українізацію. У липні 1933 року один із основних авторів — укладач програм українізації, нарком народної освіти України Микола Скрипник на засіданні Політбюро в Москві був звинувачений у націоналістичній діяльності, у «викривленні» політики партії у національних питаннях. Після цього реформатор та ініціатор українізації застрелився. Репресивна хвиля прокотилася партійними та державними структурами України та Росії в регіонах проведення українізації.
Керівників партійних і державних органів Північного Кавказу незабаром оголосили «ворогами народу» і репресували за багатьма статтями обвинувачення, зокрема й за «проведення антинародної національної політики». Автоматично оголошувалися протиправними факти конкретних спільних заходів українських і північнокавказьких організаторів українізації. Фактично оголошувалися шкідливими і забороненими всякі творчі та інші культурно-просвітницькі та національні зв'язки між Україною і районами Росії з українським населенням.
Таким чином, українізація на Північному Кавказі не отримала свого логічного завершення. Ба більше, 1933 року було здійснено масове насильство над сільським населенням Півдня Росії. До спровокованого владою голоду додалися численні депортації на північ і в Сибір місцевого сільського населення. Найбільш масові виселення відбулися в центрах сільської українізації. До цього слід додати, що під час ліквідації наслідків українізації серйозно постраждали творчі організації українських письменників, які працювали в Ростові, Краснодарі та в деяких інших місцях.

## Демографічна статистика
Розподіл населення Області Війська Донського з рідної мови за даними перепису 1897 року:
| Округ             | великоросійська | українська | німецька | калмицька | вірменська | ідиш  |
| ----------------- | --------------- | ---------- | -------- | --------- | ---------- | ----- |
| Область загалом   | 66,8 %          | 28,1 %     | 1,4 %    | 1,3 %     | 1,1 %      | …     |
| Донецький         | 60,0 %          | 38,9 %     | …        | …         | …          | …     |
| Донський 1-й      | 86,6 %          | 11,6 %     | …        | …         | …          | …     |
| Донський 2-й      | 89,6 %          | 8,7 %      | …        | …         | …          | …     |
| Ростовський       | 53,3 %          | 33,6 %     | 1,0 %    | …         | 6,9 %      | 3,3 % |
| Сальський         | 32,1 %          | 29,3 %     | 1,0 %    | 36,8 %    | …          | …     |
| Таганрозький      | 31,7 %          | 61,7 %     | 4,6 %    | …         | …          | …     |
| Усть-Медведицький | 87,0 %          | 10,6 %     | 2,0 %    | …         | …          | …     |
| Хоперський        | 92,8 %          | 6,8 %      | …        | …         | …          | …     |
| Черкаський        | 78,9 %          | 18,9 %     | …        | …         | …          | …     |

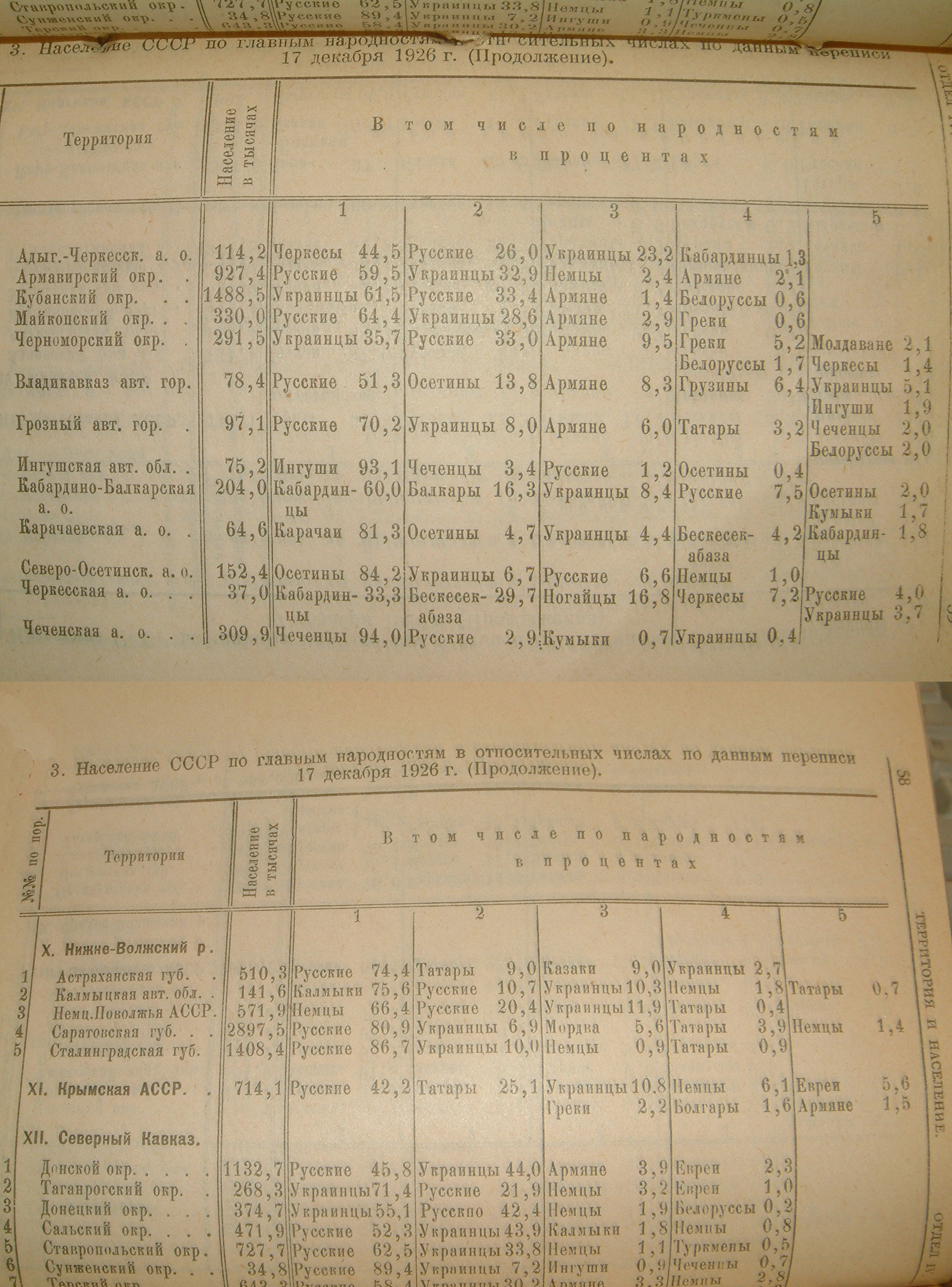
Перепис населення 1926 року у СРСР. Українці становлять 71,4 % у Таганрозькому та 44,0 % у Донському округах. Значний відсоток на Кубані, Ставропольщині та інших регіонах Північного Кавказу

За даними перепису населення СРСР 1926 року національний склад склад Північно-Кавказького краю:
| національність | чисельність | %       |
| -------------- | ----------- | ------- |
| великороси     | 3 841 063   | 46,2 %  |
| українці       | 3 106 852   | 37,4 %  |
| чеченці        | 296 282     | 3,6 %   |
| вірмени        | 162 186     | 1,9 %   |
| осетини        | 155 400     | 1,87 %  |
| кабардинці     | 139 689     | 1,68 %  |
| німці          | 93 915      | 1,13 %  |
| інгуші         | 72 043      | 0,86 %  |
| черкеси        | 64 031      | 0,77 %  |
| карачаївці     | 55 068      | 0,66 %  |
| інші           | …           | …       |
| всього         | 8 307 934   | 100,0 % |

Згідно з даними Всесоюзного перепису в 1926 національний склад Донського округу (адм. центр Ростов-на-Дону): великороси — 519 355 осіб (45,8 %), українці — 498 287 (44,0 %), вірмени — 44 504 (3,9 %), євреї — 27 164 (2,3 %), білоруси — 11 555, німці — 8 216.
Населення Таганрозького округу (адм. центр Таганрог) у 1926 році становило 267,5 тис. осіб, більшість становили українці — 71,4 %; великороси — 21,9 %; німці — 3,2 %; євреї — 1,0 %.
Населення Донецького округу (адм. центр Міллерово) у 1926 році становило 374,6 тис. осіб: українці — 55,1 %; великороси — 42,5 %; німці — 1,9 %.
Залежно від етнічного середовища, українцями використовувалися моделі міжкультурної взаємодії з метою збереження своєї етнокультурної своєрідності. Таким чином, процеси у середовищі українських переселенців завершилися уніфікацією традиційно-побутової культури, сприяючи внутрішньоетнічній консолідації та асиміляції українського населення до місцевого російськомовного середовища.